# Saison 2 d'Une famille formidable
Chronologie
Saison 1 d'Une famille formidable Saison 3 d'Une famille formidable
Cet article présente le guide des épisodes de la deuxième saison de la série télévisée Une famille formidable.

## Épisode 1:Bonnes et mauvaises surprises
- Numéro(s) : 4 (2.1)
- Scénariste(s) : Corinne Atlas et Alain Layrac ; Corinne Atlas (dialogues)
- Réalisateur(s) : Joël Santoni
- Diffusion(s) : 
  -  France : 19 novembre 1993
- Invité(es) :
- Résumé : Richard et Jacques se retrouvent au chômage. Jacques en fait un malaise cardiaque. Nicolas tombe amoureux de Reine. Jacques et Reine s'associent.

## Épisode 2:Des vacances mouvementées
- Numéro(s) : 5 (2.2)
- Scénariste(s) : Corrine Atlas et Alain Layrac ; Corinne Atlas et Jean-Louis Tribes (dialogues)
- Réalisateur(s) : Joël Santoni
- Diffusion(s) : 
  -  France : 26 novembre 1993
- Invité(es) :
- Résumé : Paule tente de se suicider puis tombe amoureuse de Richard. Nicolas et Reine se séparent. Frédérique décide d'arrêter le tennis. Audrey part en Afrique avec Renaud.

## Épisode 3:Dure, dure la rentrée
- Numéro(s) : 6 (2.3)
- Scénariste(s) : Corrine Atlas, Alain Layrac et David Pharao
- Réalisateur(s) : Joël Santoni
- Diffusion(s) : 
  -  France : 3 décembre 1993
- Invité(es) :
- Résumé : Catherine se retrouve seule et déprime. Paule et Richard se marient. Nicolas et Hélèna se marient. Audrey rentre d'Afrique et se réconcilie avec Julien.